# Tetragnatha sutherlandi
Tetragnatha sutherlandi este o specie de păianjeni din genul Tetragnatha, familia Tetragnathidae, descrisă de Gravely în anul 1921. Conform Catalogue of Life specia Tetragnatha sutherlandi nu are subspecii cunoscute.